# انیاکی برگارا
انیاکی برگارا (انگلیسی: Iñaki Bergara؛ زادهٔ ۲۶ ژانویهٔ ۱۹۶۲) بازیکن فوتبال اهل اسپانیا است.
از باشگاه‌هایی که در آن بازی کرده‌است می‌توان به باشگاه فوتبال دپورتیوو آلاوس، باشگاه فوتبال رئال سوسیداد، باشگاه فوتبال رئال مورسیا، و باشگاه فوتبال اتلتیک بیلبائو بی اشاره کرد.
وی همچنین در تیم ملی فوتبال زیر ۱۸ سال اسپانیا بازی کرده‌است.